# Trichopterolophia schurmanni
Trichopterolophia schurmanni är en skalbaggsart som beskrevs av Stefan von Breuning 1980. Trichopterolophia schurmanni ingår i släktet Trichopterolophia och familjen långhorningar. Inga underarter finns listade i Catalogue of Life.